# Colombia op de Olympische Zomerspelen 1936
Colombia nam deel aan de Olympische Zomerspelen 1936 in Berlijn, Duitsland. Ook de tweede olympische deelname bleef zonder medailles. De eerste medaille zou pas in 1972 worden behaald.

## Deelnemers en resultaten

### Atletiek
| Olympiër             | Discipline             | Resultaat     | Prestatie                     |
| -------------------- | ---------------------- | ------------- | ----------------------------- |
| Elias Gutiérrez      | 100m (m)               | series        | serie 4: 6de                  |
| José Domingo Sánchez | 100m (m)               | series        | serie 3: 5de                  |
| Emilio Torres        | 1500m (m)              | series        | serie 3: 11de                 |
| Hernando Navarrete   | 5000m (m)              | series        | serie 3: 12de                 |
| Pedro del Vecchio    | hink-stap-springen (m) | kwalificaties |                               |
| Elias Gutiérrez      | speerwerpen (m)        | 28e           | kwalificatie: 28ste met 35,0m |

Afghanistan · Argentinië · Australië · België · Bermuda · Bolivia · Brazilië · Brits-Indië · Bulgarije · Canada · Chili · Colombia · Costa Rica · Denemarken · Duitsland · Egypte · Estland · Filipijnen · Finland · Frankrijk · Griekenland · Groot-Brittannië · Hongarije · IJsland · Italië · Japan · Joegoslavië · Letland · Liechtenstein · Luxemburg · Malta · Mexico · Monaco · Nederland · Nieuw-Zeeland · Noorwegen · Oostenrijk · Peru · Polen · Portugal · Republiek China · Roemenië · Tsjecho-Slowakije · Turkije · Uruguay · Verenigde Staten · Zuid-Afrika · Zweden · Zwitserland